# ولگویندری ات لورکی
ولگویندری ات لورکی (به فرانسوی: Velleguindry-et-Levrecey) یک کمون در فرانسه است که در Canton of Scey-sur-Saône-et-Saint-Albin واقع شده‌است.

## خصوصیات
ولگویندری ات لورکی ۱۰٫۵۴ کیلومترمربع مساحت و ۱۵۹ نفر جمعیت دارد.